# Caverna
Caverna: The Cave Farmers er et brætspil fra 2003 konstrueret af Uwe Rosenberg, illustreret af Klemens Franz og udgivet af flere spilforlag. Spillet er beskrevet som "Agricola med dværge", da det genbruger mange dele af dette spils mekanikker. 
Spillet har vundet flere priser, heriblandt "Bedste voksenspil" ved Guldbrikken i 2014.